# الیکه
الیکه (به اسپانیایی: Alique) یک شهرستان در اسپانیا است که در استان گوادالاخارا واقع شده‌است.